# Информационна революция
Информационна революция е термин, който описва настоящите икономически, социални и технологични тенденции след периода на индустриализацията, последвал Индустриалната революция. В действителност индустриализацията все още е съществена икономическа тема и част от икономическото развитие на страните, но Информационната революция създава един съвсем различен икономически модел, фокусиран върху информационните технологии (ИТ). Така че основната характеристика на информационната революция е нарастващата роля в икономическо, социално и технологично отношение на информацията.
Същественото в случая е, че макар информация и нейното боравене са съществували от зората на човешката цивилизация и без тях не биха били възможни Агрикултурната революция и Индустриалната революция, които стават възможни именно след натрупването на определени знания и в този смисъл информация, това което отличава Информационната революция е съвсем новите и различни методи за съхраняване и боравене с информацията, особено след изследванията и възникването на нови дисциплини през 40-те като информационна теория и кибернетика, така че съществено място за Информационната революция имат изчислителните теории и изчислителната техника (компютри), и т.н.
Същественото при ИР е, че компютрите, смартфоните, таблетите и мрежите (Интернет) стават част от ежедневието и дори от основните потребности за хората, което формира съвсем различен тип икономика (а не просто създава отделен икономически сектор) .